# Fairey Fantôme
Fairey Fantôme, còn gọi là Fairey Féroce, là một mẫu thử máy bay tiêm kích của Anh vào giữa thập niên 1930.

## Quốc gia sử dụng
Anh Quốc
 Soviet Union
- Không quân Liên Xô

 Spain

## Tính năng kỹ chiến thuật
Đặc điểm tổng quát
- Kíp lái: 1
- Chiều dài: 8.40 m (27 ft 7 in)
- Sải cánh: 10.52 m (34 ft 6 in)
- Chiều cao: 3.45 m (11 ft 4 in)
- Diện tích cánh: 25.36 m2 (273.00 ft2)
- Trọng lượng rỗng: 1.134 kg (2.500 lb)
- Trọng lượng có tải: 1.869 kg (4.120 lb)
- Powerplant: 1 × Hispano-Suiza 12Ycrs, 690 kW (925 hp)

Hiệu suất bay
- Vận tốc cực đại: 435 km/h (270 mph)
- Vận tốc hành trình: 350 km/h (217 mph)
- Thời gian bay: 2 giờ  0 phút

Vũ khí trang bị
- 1 × pháo Oerlikon 20 mm
- 2 × súng máy M1919 Browning.30 in (7,62 mm)